# Rajd Madery
Rajd Madery (Rali Vinho da Madeira) – organizowany od 1959 roku rajd samochodowy z bazą w Funchal. Odbywa się na asfaltowych trasach portugalskiej wyspy Madera. Od początku istnienia jest jedną z rund rajdowych mistrzostw Portugalii. Z kolei od 1979 roku stanowi eliminację mistrzostw Europy, a w latach 2006-2010 był także jedną z eliminacji cyklu Intercontinental Rally Challenge. W ramach IRC trzykrotnie w Rajdzie Madery trzykrotnie zwyciężał Włoch Giandomenico Basso, a po jednym razie Francuz Nicolas Vouilloz i Belg Freddy Loix.

## Zwycięzcy
| Rok  | Kierowca                    | Samochód                  | Międzynarodowe mistrzostwa                                  |
| ---- | --------------------------- | ------------------------- | ----------------------------------------------------------- |
| 1959 | José Lampreia               | MG MGA                    |                                                             |
| 1960 | Horácio Macedo              | Mercedes 300 SL           |                                                             |
| 1961 | António Peixinho            | Alfa Romeo Giulietta      |                                                             |
| 1962 | Horácio Macedo              | Ferrari 250 GT SWB        |                                                             |
| 1963 | Horácio Macedo              | Ferrari 250 GT SWB        |                                                             |
| 1964 | Fernando Basílio dos Santos | Porsche 911 SC            |                                                             |
| 1965 | Zeca Cunha                  | Triumph TR4               |                                                             |
| 1966 | António Sarmento Rebelo     | NSU Prinz 1000            |                                                             |
| 1967 | Jean-Pierre Nicolas         | Renault R8 Gordini 1300   |                                                             |
| 1968 | Américo Nunes               | Porsche 911 S             |                                                             |
| 1969 | Américo Nunes               | Porsche 911 S             |                                                             |
| 1970 | Américo Nunes               | Porsche 911 S             |                                                             |
| 1971 | Giovanni Salvi              | Porsche 911 S             |                                                             |
| 1972 | Luís Neto                   | Fiat 125 Special          |                                                             |
| 1973 | Gomes Pereira               | Opel 1904 SR              |                                                             |
| 1975 | João Clemente Aguiar        | Ford Escort RS1600        |                                                             |
| 1976 | Giovanni Salvi              | Ford Escort RS2000        |                                                             |
| 1977 | Américo Nunes               | Porsche 911 ST            |                                                             |
| 1978 | Ari Vatanen                 | Ford Escort RS2000        |                                                             |
| 1979 | Antonio Fassina             | Lancia Stratos            | Rajdowe Mistrzostwa Europy wsp. 1                           |
| 1980 | Adartico Vudafieri          | Fiat 131 Abarth           | Rajdowe Mistrzostwa Europy wsp. 2                           |
| 1981 | Aloyse Kridel               | Ford Escort RS1800        | Rajdowe Mistrzostwa Europy wsp. 3                           |
| 1982 | Antonio Fassina             | Opel Ascona 400           | Rajdowe Mistrzostwa Europy wsp. 3                           |
| 1983 | Massimo Biasion             | Lancia 037                | Rajdowe Mistrzostwa Europy wsp. 4                           |
| 1984 | Henri Toivonen              | Porsche 911 SC            | Rajdowe Mistrzostwa Europy wsp. 4                           |
| 1985 | Salvador Servià             | Lancia 037                | Rajdowe Mistrzostwa Europy wsp. 4                           |
| 1986 | Fabrizio Tabaton            | Lancia Delta S4           | Rajdowe Mistrzostwa Europy wsp. 4                           |
| 1987 | Massimo Biasion             | Lancia Delta HF 4WD       | Rajdowe Mistrzostwa Europy wsp. 4                           |
| 1988 | Patrick Snijers             | BMW M3                    | Rajdowe Mistrzostwa Europy wsp. 20                          |
| 1989 | Yves Loubet                 | Lancia Delta Integrale    | Rajdowe Mistrzostwa Europy wsp. 20                          |
| 1990 | Fabrizio Tabaton            | Lancia Delta Integrale    | Rajdowe Mistrzostwa Europy wsp. 20                          |
| 1991 | Fabrizio Tabaton            | Lancia Delta HF Integrale | Rajdowe Mistrzostwa Europy wsp. 20                          |
| 1992 | Andrea Aghini               | Lancia Delta Integrale    | Rajdowe Mistrzostwa Europy wsp. 20                          |
| 1993 | Patrick Snijers             | Ford Escort RS Cosworth   | Rajdowe Mistrzostwa Europy wsp. 20                          |
| 1994 | Andrea Aghini               | Toyota Celica GT-Four     | Rajdowe Mistrzostwa Europy wsp. 20                          |
| 1995 | Piero Liatti                | Subaru Impreza WRX STi    | Rajdowe Mistrzostwa Europy wsp. 20                          |
| 1996 | Fernando Peres              | Ford Escort RS Cosworth   | Rajdowe Mistrzostwa Europy wsp. 20                          |
| 1997 | Piero Liatti                | Subaru Impreza WRC        | Rajdowe Mistrzostwa Europy wsp. 20                          |
| 1998 | Andrea Aghini               | Toyota Corolla WRC        | Rajdowe Mistrzostwa Europy wsp. 20                          |
| 1999 | Bruno Thiry                 | Subaru Impreza WRC        | Rajdowe Mistrzostwa Europy wsp. 20                          |
| 2000 | Piero Liatti                | Subaru Impreza WRC        | Rajdowe Mistrzostwa Europy wsp. 20                          |
| 2001 | Adruzilo Lopes              | Peugeot 206 WRC           | Rajdowe Mistrzostwa Europy wsp. 20                          |
| 2002 | Andrea Aghini               | Peugeot 206 WRC           | Rajdowe Mistrzostwa Europy wsp. 20                          |
| 2003 | Miguel Campos               | Peugeot 206 WRC           | Rajdowe Mistrzostwa Europy wsp. 20                          |
| 2004 | Vítor Sá                    | Peugeot 306 Maxi          | Rajdowe Mistrzostwa Europy                                  |
| 2005 | Renato Travaglia            | Renault Clio S1600        | Rajdowe Mistrzostwa Europy                                  |
| 2006 | Giandomenico Basso          | Fiat Punto Abarth S2000   | Rajdowe Mistrzostwa Europy Intercontinental Rally Challenge |
| 2007 | Giandomenico Basso          | Fiat Punto Abarth S2000   | Rajdowe Mistrzostwa Europy Intercontinental Rally Challenge |
| 2008 | Nicolas Vouilloz            | Peugeot 207 S2000         | Rajdowe Mistrzostwa Europy Intercontinental Rally Challenge |
| 2009 | Giandomenico Basso          | Fiat Punto Abarth S2000   | Rajdowe Mistrzostwa Europy Intercontinental Rally Challenge |
| 2010 | Freddy Loix                 | Škoda Fabia S2000         | Rajdowe Mistrzostwa Europy Intercontinental Rally Challenge |
| 2011 | Bruno Magalhães             | Peugeot 207 S2000         | Rajdowe Mistrzostwa Europy                                  |
| 2012 | Bruno Magalhães             | Peugeot 207 S2000         | Rajdowe Mistrzostwa Europy                                  |
| 2013 | Giandomenico Basso          | Peugeot 207 S2000         | ERC Cup                                                     |
| 2014 | Bruno Magalhães             | Peugeot 208 T16           | FIA European Rally Trophy                                   |
| 2015 | Bruno Magalhães             | Peugeot 208 T16           | FIA European Rally Trophy                                   |
| 2016 | José Pedro Fontes           | Citroën DS3 R5            | Tour European Rally                                         |
| 2017 | Camacho Alexandre           | Peugeot 208 T16           | Tour European Rally                                         |
| 2018 | Camacho Alexandre           | Škoda Fabia R5            | Tour European Rally                                         |